# تاريخ على الضفة (فلم وثائقي)
تاريخ على الضفة هو فيلم وثائقي للمخرج إبراهيم الهنداوي يأخذ شكل رحلة قصيرة إلى الجزء الجنوبي من جزيرة الروضة في القاهرة ليصور ثلاثة معالم تشكل مزيجاً بين الفن والحضارة والتاريخ، وهي مقياس النيل وقصر المانسترلي ومتحف أم كلثوم.

## نظرة عامة
يعرض الفيلم معالجة فنية نقدية لمعالم مصر التي استقرت على ضفاف النيل من خلال رحلة قصيرة إلى الجزء الجنوبي من جزيرة الروضة النيلية في القاهرة حيث اجتمعت هناك ثلاثة معالم تشكل مزيجًا رائعاً بين الفن والحضارة والتاريخ.
تبدأ المشاهد بتمثال للعالم أحمد الفرغاني الذي بنى مقياس النيل - أقدم معالم هذه البقعة التاريخية وثان أقدم صرح إسلامي في مصر لتنقلنا المشاهد إلى التعرف علي المقياس وأسباب بنائه وكيفيه تصميمه.
بعدها يعرض الفيلم مشاهد وثائقية للجزء الغربي من رأس الجزيرة حيث يقبع قصر المانسترلي (وزير داخلية مصر سابقا) لاستعراض أجزاء القصر وتاريخه وما يكمن بأروقته من حفلات موسيقية تابعة لمتحف أم كلثوم الذي يتربع على الجزء الشرقي من رأس الجزيرة، وهو آخر المعالم المبنية بهذا المكان.
تعرض خاتمة الفيلم محتويات المتحف ومقتنياته الأثرية علي ضفاف النيل في مشهد رمزي لأسرار حياة المصريين علي ضفاف النيل.

## المهرجانات السينمائية
عًرض الفيلم في مهرجان الخرطوم للفيلم العربي في دورته الثالثة عام 2017.
وعًرض أيضاً بقاعة الاحتفالات الكبرى بجامعة القاهرة في المهرجان الأول لعلوم الإعلام ضمن فعاليات مونديال القاهرة للأعمال الفنية 2017.
وكما تم عرضه في المنيا ضمن فعاليات مهرجان ألوانات للفيلم السينمائي القصير 2018.
وتم اختيار الفيلم للمشاركة بمهرجان الفيلم السياحي الدولي- تورفيلم ريغا- في لاتفيا.

## الجوائز
حاز الفيلم على جائزة أفضل فيلم وثائقي في المسابقة الرسمية لمهرجان الخرطوم للفيلم العربي حيث حصل على جائزة “أنثى الأبنوس” وهي أيقونة المهرجان في دورته الثالثة 2017.

## وصلات خارجية
- صفحة الفيلم على IMDB
- Selected Entries To The International Film Festival Tourfilm Riga